# Eucaliptul albastru
Eucaliptul albastru (Eucalyptus globulus) albastrul Tasmanian, guma albastră de sud sau guma albastră, este un arbore veșnic verde, unul dintre cei mai cultivați copaci din Australia. Ei cresc de obicei de la 30 la 55m înălțime. Cel mai înalt specimen cunoscut în prezent în Tasmania este de 90,7 m înălțime. Există revendicări istorice de copaci chiar mai înalți, cel mai înalt fiind de 101m. Distribuția naturală a speciei include Tasmania și sudul Victoria (în special Parcul Național Otway și sudul Gippsland-ului). Există, de asemenea, apariții izolate pe insula King și Insula Flinders din strâmtoarea Bass și pe vârful You Yangs-ului de lângă Geelong.
Există întâlniri non-native naturalizate în Spania și Portugalia și în alte părți din sudul Europei, inclusiv Cipru, Africa de Sud, Noua Zeelandă, vestul Statelor Unite (California), Hawaii, Macaronesia și Caucazul (Georgia de Vest).
Coaja, albăstie ca și frunzele, se desprinde la sfârșit de sezon în fâșii lungi. Este cultivat pentru ca se maturizeaza repede si are lemnul de esenta tare.